# 實驗電視
《實驗電視》為香港電視娛樂旗下頻道ViuTV星期一至五晚的開放電視平台節目時段，2016年4月7日首播，播放時間為逢星期一至五23:45－00:15，而由同年5月23日起，每星期只有四日播放，同年11月14日起更縮減至三日，同年11月28日至12月16日曾縮減至兩日，2017年1月16日起再次縮減至兩日。同年2月3日《實驗電視》固定節目播放時段結束，時段結束當日仍未播映完畢的節目將改為在其他時段繼續播映。同年3月27日至5月17日逢星期一至五14:30－15:00安排系列節目重播時段，5月18日起因應ViuTV重新編排下午時段關係結束重播時段。
本時段會安排不同節目，ViuTV會同香港本地以至全球創意單位合作，製作實驗節目，為觀眾帶來新視點。

## 節目列表
| 首播日期                      | 播映日                   | 節目名稱           | 集數 | 主持/演出/旁白                                                          | 官方重溫                        |
| ----------------------------- | ------------------------ | ------------------ | ---- | ----------------------------------------------------------------------- | ------------------------------- |
| 2016年4月8日－4月29日         | 星期五                   | 誰偷走我的…        | 4    | 黃榮璋、盧偉傑                                                          | 官方重溫 （页面存档备份，存于） |
| 2016年4月11日－5月16日        | 星期一                   | 借宿一宵（第一季） | 6    | 陳俞希                                                                  | 官方重溫 （页面存档备份，存于） |
| 2016年5月6日－6月17日         | 星期五                   | +886MM             | 6    | 波盛（波仔）、虞逸峯（Dennis）                                          | 官方重溫 （页面存档备份，存于） |
| 2016年4月12日－6月28日        | 星期二                   | 無價道             | 12   | 朱汶欣、駱振偉                                                          | 官方重溫 （页面存档备份，存于） |
| 2016年4月7日－6月29日         | 星期三                   | 衝三小             | 13   | 肥仔釘、提子駿、爆胎占                                                  | 官方重溫 （页面存档备份，存于） |
| 2016年4月7日－6月30日         | 星期四                   | 地球友善餐廳       | 13   | 岑樂怡（阿妹）、潘瑤                                                    | 官方重溫 （页面存档备份，存于） |
| 2016年7月5日－8月9日          | 星期二                   | 唱出香港           | 6    | 周國賢、張美儀                                                          | 官方重溫 （页面存档备份，存于） |
| 2016年6月24日－9月16日        | 星期五                   | 網絡瘋人           | 13   | 笑波子、伍仔、Hay Hay、Dai Wing、Mary姐、林偉程、林芊妤、陳國熙、許芯悅 | 官方重溫 （页面存档备份，存于） |
| 2016年7月6日－9月21日         | 星期三                   | 活匠當下           | 12   | 駱振偉 及 一眾客席主持                                                  | 官方重溫 （页面存档备份，存于） |
| 2016年7月7日－10月6日         | 星期四                   | Lady Mama          | 14   | 梁雅琳、徐碧琪、龐秋雁                                                  | 官方重溫 （页面存档备份，存于） |
| 2016年9月28日－10月12日       | 星期三                   | 邊X個係恭碩良      | 3    | 恭碩良                                                                  | 官方重溫 （页面存档备份，存于） |
| 2016年8月22日－11月7日        | 星期一                   | 借宿一宵（第二季） | 12   | 陳俞希、黃奕晨、和泉素行                                                | 官方重溫 （页面存档备份，存于） |
| 2016年9月23日－11月25日       | 星期五                   | 喜·雙飛            | 10   | 黃和興、楊卓欣（小車）、許嘉欣（Connie）                                | 官方重溫 （页面存档备份，存于） |
| 2016年10月13日－12月1日       | 星期四                   | 建築·我城          | 8    | 黃修平                                                                  | 官方重溫 （页面存档备份，存于） |
| 2016年12月8日－12月15日       | 星期四                   | 呃Like旅行團       | 2    | 陳炳銓、余曉彤                                                          | 官方重溫 （页面存档备份，存于） |
| 2016年12月22日－12月29日      | 星期四                   | 即日上映           | 2    | 陳炳銓、董敏莉                                                          | 官方重溫 （页面存档备份，存于） |
| 2016年10月19日－2017年1月11日 | 星期三                   | 夜曲13             | 13   | 梁雪怡                                                                  | 官方重溫 （页面存档备份，存于） |
| 2017年1月5日－2月2日          | 星期四                   | 2S遊               | 10   | Sarina、Stephanie、黃和興、Zoho                                         | 官方重溫 （页面存档备份，存于） |
| 2018年4月30日－5月28日        | 星期一 (12:30-13:00)     | 2S遊               | 10   | Sarina、Stephanie、黃和興、Zoho                                         | 官方重溫 （页面存档备份，存于） |
| 2016年12月19日－2017年1月23日 | 星期一                   | 唔係本地菜         | 16   | 陳子豐                                                                  | 官方重溫 （页面存档备份，存于） |
| 2017年2月27日－3月28日        | 星期一至二 (22:00-22:30) | 唔係本地菜         | 16   | 陳子豐                                                                  | 官方重溫 （页面存档备份，存于） |
| 2017年3月29日                 | 星期三 (22:00-22:30)     | 唔係本地菜         | 16   | 陳子豐                                                                  | 官方重溫 （页面存档备份，存于） |

## 節目內容

### 誰偷走我的…
《誰偷走我的…》（英語：Living Without…）是香港電視娛樂製作的真人實況節目，每集利用短期實驗，挑戰受訪者一星期完全放棄平日最依賴的一項人、事、物。反思生活中「不可或缺」的項目究竟是便利，還是束縛。。
本節目可能是模仿《哆啦A夢》第403集「感恩機」。
本節目一共四集，旁白為黃榮璋、盧偉傑，2016年4月8日至4月29日期間逢星期五播放。
| 集數   | 播映日期 | 依賴的人、事、物 | 挑戰者              |
| 2016年 |          |                  |                     |
| 1      | 4月8日   | 互聯網           | 李穎（阿Wing）      |
| 2      | 4月15日  | 工人姐姐         | 三姊弟              |
| 3      | 4月22日  | 錢               | 岑樂怡（ViuTV藝人） |
| 4      | 4月29日  | 化妝品           | 李瑩瑩（前亞姐）    |

### +886MM
《+886MM》一共六集，2016年5月6日至6月17日逢星期五播出，由香港電台DJ波盛（波仔）主持，節目名稱中的「+886」代表台灣國際長途電話區號，「MM」是台灣網絡潮語，可解作「美女」、「美眉」、「妹妹」等。
節目由自稱「毒L」的90後港男DJ波仔，為了走出毒海，鼓起勇氣衝出直播室，去到台灣結識當地女生，發掘台灣妹妹的真情性。
由於第1-5集波仔誠意爆燈卻表現得差強人意，第6集改派口甜舌滑的虞逸峯（Dennis）取替毒男再戰台灣，結識當地美眉，誓要挽回港男面子。
第二季節目將於2016年8月6日播放，名為《當衝三小遇上+886MM》，與另一實驗電視節目《衝三小》聯合製作，成為首批跳出實驗電視時段獨立播放的節目。
| 集數   | 播映日期 | 主題               |
| 2016年 |          |                    |
| 1      | 5月6日   | 遇上台灣美女       |
| 2      | 5月13日  | 文青MM與高貴MM     |
| 3      | 5月20日  | 勁舞MM與笑顏MM     |
| 4      | 5月27日  | 活力系MM與娃娃音MM |
| 5      | 6月3日   | 甜笑系MM           |
| 6      | 6月17日  | 初回限定           |

節目調動
- 2016年6月10日：由於20:30-00:15直播《家駒...愛心延續慈善演唱會2016》，當日本節目暫停播映。

### 無價道
《無價道》（英語：Priceless）是香港電視娛樂製作的節目，主持為朱汶欣，旁白為駱振偉，2016年4月12日至6月28日播出。每集會尋找市場上最平到最貴的選擇，了解當中原因，再以匿名或記名方式邀請參與測試。再邀請著名創作人、藝評人、知名用家、客戶同一般觀眾等品評當中的性價比。
| 集數   | 播映日期 | 主題                   |
| 2016年 |          |                        |
| 1      | 4月12日  | 羊群三文治與病態貓奴   |
| 2      | 4月19日  | 繁忙兒童大食會         |
| 3      | 4月26日  | 500蚊短片              |
| 4      | 5月3日   | 500蚊短片              |
| 5      | 5月10日  | 覓食台北萬元牛肉麵     |
| 6      | 5月17日  | G1 BB格鬥會            |
| 7      | 5月24日  | 台北飲料之神           |
| 8      | 5月31日  | 黯然銷魂魯肉飯         |
| 9      | 6月7日   | 土地問題               |
| 10     | 6月14日  | 共享經濟與港台最佳放題 |
| 11     | 6月21日  | 藝術價值               |
| 12     | 6月28日  | 藝術價值               |

### 衝三小
《衝三小》（英語：Three Cyclists）為一個生活旅遊節目，節目名稱「衝三小」是台語髒話，大約意思為「幹什麼」。由三位年青素人主持，透過參與各種體驗，以廢話主導節目，務求讓觀眾笑足三十分鐘。
網民則評價本節目為無聊、搞笑、輕鬆、不造作。
第二季節目將於2016年8月6日播放，名為《當衝三小遇上+886MM》，與另一實驗電視節目《+886MM》聯合製作，成為首批跳出實驗電視時段獨立播放的節目。

### 地球友善餐廳
《地球友善餐廳》（英語：Eco Friendly Eats）是香港電視娛樂製作的節目，主持為岑樂怡（阿妹）、潘瑤。2016年4月7日至6月30日播出，節目希望大家在享受美食之餘，亦都能夠注意環保，愛惜地球，透過了解不同的食材，讓觀眾在飲食之餘，也關注並懂得適當選擇食物。
| 集數   | 播映日期 | 主題             |
| 2016年 |          |                  |
| 1      | 4月7日   | 環保海鮮         |
| 2      | 4月14日  | 素人潮食         |
| 3      | 4月21日  | 香港本土雞       |
| 4      | 4月28日  | 有「營」本地豬   |
| 5      | 5月5日   | 水果盛宴         |
| 6      | 5月12日  | 香港有米         |
| 7      | 5月19日  | 港產咖啡         |
| 8      | 5月26日  | 「蠔」得起       |
| 9      | 6月2日   | 三少私房菜       |
| 10     | 6月9日   | 義務農耕         |
| 11     | 6月16日  | 勿浪費食物及廚餘 |
| 12     | 6月23日  | Raw Food         |
| 13     | 6月30日  | 環保餐廳         |

節目第二輯名為《地球友善餐廳 - 台灣走一轉》（英語：Eco Friendly Eat - Taiwan Edition），主持為麥詠楠（Buber）及楊民翠（點點），節目在台灣拍攝。最終安排於2019年3月3日至6月16日逢星期日20:00-20:30播出。
| 集數   | 播映日期 | 主題                             |
| 2019年 |          |                                  |
| 1      | 3月3日   | 台北有機農場、裸食文化           |
| 2      | 3月10日  | 冠軍有機米、有機市集             |
| 3      | 3月17日  | 有機咖啡、綠色概念咖啡店         |
| 4      | 3月31日  | 可持續魚、蝦、蟹                 |
| 5      | 4月7日   | 有機水果、甜點店                 |
| 6      | 4月28日  | 可追蹤身份肉類                   |
| 7      | 5月26日  | 宜蘭南方澳天然海鮮               |
| 8      | 6月2日   | 澎湖自然生態、民宿有機食材       |
| 9      | 6月9日   | 有機飼養海魚、全有機食材火鍋     |
| 10     | 6月16日  | 環保竹炭火鍋、原住民天然食材餐廳 |

節目調動
- 2019年3月24日：由於節目調動關係，所以暫停播映一次。
- 2019年4月14日：由於直播《第38屆香港電影金像獎頒獎典禮》，所以暫停播映一次。
- 2019年4月21日：由於直播《西班牙甲組足球聯賽 - 基達菲 對 西維爾》，所以暫停播映一次。
- 2019年5月5日：由於直播《西班牙甲組足球聯賽 - 基達菲 對 基朗拿》，所以暫停播映一次。
- 2019年5月12日及19日：由於播出《敢跑到極地》，所以暫停播映一次。

### 唱出香港
《唱出香港》（英語：Hong Kong is Singing）於2016年7月5日至8月9日播出，唱出香港是由本地團隊發起的計劃，希望把粵語歌帶到世界各地，創造一條新出路。歌手周國賢和香港兆基創意書院的學生張美儀（Jaymie）率領團隊，與海外不同單位交流及宣揚廣東歌文化，於美國夏威夷及香港兆基創意書院舉行音樂會。
兩位香港歌手將會與夏威夷著名ukulele樂手Taimane Gardner一同為當地肌肉萎縮症協會演出，整個籌備和表演過程會被拍攝成6集的紀錄片。
而整個表演過程片段亦另外輯錄了一個一小時半的精華《唱出香港演唱會》，於2016年10月3日13:30-15:00播出。

### 網絡瘋人
《網絡瘋人》（英語：Creative Bomb）於2016年6月24日至9月16日播出，節目中找來一班喜愛搞搞震、過度活躍的網絡紅人，摒棄電視傳統框架，將網絡快打跳脫的節奏帶到電視上，製作一個大膽的創意網片大雜燴，讓他們發揮各自的小宇宙，分享自己對生活的瘋狂想法。
節目調動
- 2016年7月22日至8月12日：由於22:00-23:30播出《綠豆中的...》系列特別篇，《晚吹 - No Money No Talk》改為於本節目原時段播映，本節目改為在翌日（星期六）00:15-00:45播映。

### 活匠當下
《活匠當下》（英語：Craft a Live）第一季於2016年7月6日至9月21日播出，主持為駱振偉；第二季於2019年5月26日至9月8日播出。每一集會以一種傳統職業或工藝為中心，不同的客席主持嘗試學習有關手藝，並透過師徒關係的深刻體會，探討現代的轉變或面臨的困境等等，而該集的客席主持的本身職業也與該集的主題有所關連，在過程中可以加強新舊交替或融合，反思有關職業的出路。
| 集數   | 播映日期 | 主題       |
| 2016年 |          |            |
| 1      | 7月6日   | 絕美廣彩   |
| 2      | 7月13日  | 糖心童真   |
| 3      | 7月20日  | 品味理髮   |
| 4      | 7月27日  | 巧手悅容   |
| 5      | 8月3日   | 活字印記   |
| 6      | 8月10日  | 最後的銅匠 |
| 7      | 8月17日  | 餅香世代   |
| 8      | 8月24日  | 入木一生   |
| 9      | 8月31日  | 紙紮傳情   |
| 10     | 9月7日   | 針線的祝福 |
| 11     | 9月14日  | 光影留傳   |
| 12     | 9月21日  | 霓虹常照   |

| 集數   | 播映日期 | 主題                   |
| 2019年 |          |                        |
| 1      | 5月26日  | 復古製香情             |
| 2      | 6月2日   | 皮革傳情               |
| 3      | 6月9日   | 一相機 • 一修行        |
| 4      | 6月16日  | 回味絲苗香             |
| 5      | 6月23日  | 粹煉首飾之美           |
| 6      | 6月30日  | 織織復織織             |
| 7      | 7月7日   | 餅藝保「平安」         |
| 8      | 7月14日  | 針線牽夢               |
| 9      | 7月21日  | 雕啄匠心               |
| 10     | 7月28日  | 延續花牌高掛           |
| 11     | 8月4日   | 裁縫老工藝             |
| 12     | 8月11日  | 白鐵柔情               |
| 13     | 8月18日  | 麵承爺孫情             |
| 14     | 8月25日  | 腳上的溫度             |
| 15     | 9月1日   | 洗染顯色彩             |
| 16     | 9月8日   | 跨越時代的醬香（醬園） |

### Lady Mama
《Lady Mama》（英語：Lady Mama）於2016年7月7日至10月6日逢星期四播出，由三位來自不同背景的媽媽（梁雅琳、徐碧琪、龐秋雁）為大家搜羅「湊仔情報」，分享湊仔的辛酸嘔血事。
每集近結尾均設《BB安樂窩》環節，訪問三位主持或其他媽媽如何教育孩子，其中第九集的嘉賓為香港資深新聞從業員莫宜端。
| 集數   | 播映日期 | 主題             |
| 2016年 |          |                  |
| 1      | 7月7日   | 贏在起跑線       |
| 2      | 7月14日  | 新手爸媽血淚史   |
| 3      | 7月21日  | 母乳的抉擇       |
| 4      | 7月28日  | 坐月的日子       |
| 5      | 8月4日   | 生定唔生         |
| 6      | 8月11日  | 生女定生仔？     |
| 7      | 8月18日  | 男女大不同       |
| 8      | 8月25日  | 是否一定要外傭？ |
| 9      | 9月1日   | 怪獸家長         |
| 10     | 9月8日   | 家的味道         |
| 11     | 9月15日  | 有機食物真好？   |
| 12     | 9月22日  | 家中有兩個媽     |
| 13     | 9月29日  | 孩子不要病啊！   |
| 14     | 10月6日  | 學習VS童年       |

### 邊X個係恭碩良
《邊X個係恭碩良》（英語：Who the X is Jun Kun）於2016年9月28日至10月12日逢星期三播出。一連三集的節目會帶大家進一步認識恭碩良這位鼓佬的真性情，讓你由內到外，再由外到內，認識一個真真實實、有血有肉的他。
節目導演為《衝三小》成員提子駿。
| 集數   | 播映日期 | 主題          | 內容                             |
| 2016年 |          |               |                                  |
| 1      | 9月28日  | 恭碩良x激膚   | 台灣整蠱的士司機「歡樂老爹」清涼 |
| 2      | 10月5日  | －            | 化身琴行銷售員向客人推銷樂器     |
| 3      | 10月12日 | 恭碩良x衝三小 |                                  |

### 借宿一宵
《借宿一宵》（英語：Stay Overnight）是由香港電視娛樂製作的真人實況節目，第一季主持為陳俞希（Hailey），2016年4月11日至5月16日逢星期一23:45－00:15播出，5月後暫停。第二季主持為陳俞希（Hailey）、黃奕晨（Dixon）、和泉素行（SOKO），2016年8月22日至11月7日逢星期一23:45－00:15播出。本節目第一季一共六集，第二季一共十二集。
節目每集走訪香港及海外不同地方，尋找好客的屋主，讓她借宿一宵以及參與當地節慶，揭開各地熱情待人的一面。

### 喜·雙飛
《喜·雙飛》（英語：Double Happiness）於2016年9月23日至11月25日逢星期五播出，由前樂隊Zen主音歌手黃和興帶領少女組合CYAN兩位成員楊卓欣（小車、Cherry）及許嘉欣（Connie），組成這個充滿代溝的一皇雙后組合，一齊捐窿捐罅，飛去日本岡山、沖繩、四國找好食好玩。
| 集數   | 播映日期 | 主題         |
| 2016年 |          |              |
| 1      | 9月23日  | 岡山一日遊   |
| 2      | 9月30日  | 岡山後樂園   |
| 3      | 10月7日  | 四國遊       |
| 4      | 10月14日 | 到達沖繩     |
| 5      | 10月21日 | 吃喝玩樂     |
| 6      | 10月28日 | 不同的新體驗 |
| 7      | 11月4日  | 琉球村       |
| 8      | 11月11日 | 漫遊首里城   |
| 9      | 11月18日 | 水族館       |
| 10     | 11月25日 | 大唱琉曲     |

### 建築·我城
《建築·我城》（英語：Beyond Concrete Walls）於2016年10月13日至12月1日逢星期四播出，主持為黃修平。每集會遊走各類型建築，了解每個建築背後的特色、歷史及變遷。
| 集數   | 播映日期 | 主題                        |
| 2016年 |          |                             |
| 1      | 10月13日 | 偷不走的歲月                |
| 2      | 10月20日 | 最純真的建築                |
| 3      | 10月27日 | 最後一個城中村              |
| 4      | 11月3日  | 獅子山精神                  |
| 5      | 11月10日 | 我們都來自漁村              |
| 6      | 11月17日 | 當機械不再生產 我們生產夢想 |
| 7      | 11月24日 | 消費國度                    |
| 8      | 12月1日  | 中環價值？                  |

### 呃Like旅行團
《呃Like旅行團》（英語：Like A Trip）於2016年12月8日及15日播出，主持為陳炳銓、余曉彤，而陳炳銓亦兼任節目監製。兩位主持訛稱到一個地方旅行，其實是去了另一個地方，然後不停影相及打卡，及發送到社交網站，看看網民的反應，測試能否以最低的價錢搏到最多的「Like」，還是詭計會被網民揭穿。
| 集數   | 播映日期 | 訛稱旅行地點                              | 實際旅行地點 |
| 2016年 |          |                                           |              |
| 1      | 12月8日  | 葡萄牙                                    | 澳門         |
| 2      | 12月15日 | 蒙地卡羅（陳炳銓）、 泰國攀牙灣（余曉彤） | 珠海東澳島   |

### 即日上映
《即日上映》（英語：Now Playing）於2016年12月22日及29日播出，主持為陳炳銓、董敏莉。節目講述一班演員如何把電影角色演活於現實生活中，而普通人在現實生活中遇上電影角色時會有怎樣的反應。

### 夜曲13
《夜曲13》（英語：The Nocturnes）於2016年10月19日至2017年1月11日逢星期三播出。每集將會帶大家走進香港的黑夜，尋找十三段只屬於晚上的人情故事。
而節目主題曲《第一夜》主唱者為樂隊The Bright Lights。
| 集數   | 播映日期 | 主題（主角）                             |
| 2016年 |          |                                          |
| 1      | 10月19日 | 果欄（阿聰）                             |
| 2      | 10月26日 | 中醫（李家麟）                           |
| 3      | 11月2日  | 流浪漢                                   |
| 4      | 11月9日  | 樂隊（The Bright Lights、Felice Studio） |
| 5      | 11月16日 | 夜中學                                   |
| 6      | 11月23日 | 單車                                     |
| 7      | 11月30日 | 街頭藝人（蘇春就、Nothing Special）      |
| 8      | 12月7日  | 午夜墟                                   |
| 9      | 12月14日 | 獨立書店                                 |
| 10     | 12月21日 | 啤酒女郎（Queenie）                      |
| 11     | 12月28日 | 踩板，紋身，玩劍球                       |
| 2017年 |          |                                          |
| 12     | 1月4日   | 製作人（Yellow、Casper）                 |
| 13     | 1月11日  | 她，她，她 − 啤酒，跳舞，戲劇            |

### 2S遊
《2S遊》（英語：Sarina & Stephanie's Tour），主持為Sarina（甄珮娸）、Stephanie（金欣兒）。節目講述兩位在外國長大的主持（竹昇妹）來到香港並且到處遊覽，去感受香港的特色。
節目原定有10集，於2017年1月5日起逢星期四播出，但因應實驗電視時段結束，所以於同年2月2日播出了第5集之後就沒有再繼續播映（但另一個播映中節目《唔係本地菜》則改為在其他時段繼續播映），直到ViuTV於2018年3月19日至4月23日逢星期一12:30-13:00重播第1至第5集之後緊接於同年4月30日至5月28日同一時間播出第6至第10集作為首播。
| 集數   | 播映日期 | 主題               |
| 2017年 |          |                    |
| 1      | 1月5日   | 體驗香港人過年生活 |
| 2      | 1月12日  | 港式茶餐廳         |
| 3      | 1月19日  | 主題公園           |
| 4      | 1月26日  | 主題樂園           |
| 5      | 2月2日   | 高樓大廈的遊樂場   |
| 2018年 |          |                    |
| 6      | 4月30日  | 住在公屋           |
| 7      | 5月7日   | 旺角購物遊         |
| 8      | 5月14日  | 昂坪               |
| 9      | 5月21日  | 山頂               |
| 10     | 5月28日  | 歷史古蹟           |

### 唔係本地菜
《唔係本地菜》（英語：Colin's Exotic Recipes）於2016年12月19日至2017年1月23日逢星期一23:45-00:15播出，之後暫停，再在2017年2月27日起逢星期一至二22:00-22:30繼續播出，並於同年3月29日星期三22:00-22:30播出最後一集，主持為陳子豐。每集會走訪居住在香港來自不同地方的嘉賓，由他們介紹所屬地方各款家鄉地道菜式及了解他們遠道漂到香港居住的故事。
| 集數   | 播映日期 | 主題         |
| 2016年 |          |              |
| 1      | 12月19日 | 新加坡菜     |
| 2      | 12月26日 | 委內瑞拉菜   |
| 2017年 |          |              |
| 3      | 1月2日   | 娘惹菜       |
| 4      | 1月9日   | 清真食品     |
| 5      | 1月16日  | 芬蘭菜       |
| 6      | 1月23日  | 德國家常小菜 |
| 7      | 2月27日  | 韓國菜       |
| 8      | 2月28日  | 歐洲菜       |
| 9      | 3月6日   | 越南菜       |
| 10     | 3月7日   | 夏威夷菜     |
| 11     | 3月13日  | 智利菜       |
| 12     | 3月20日  | 遼寧菜       |
| 13     | 3月21日  | 米蘭風味     |
| 14     | 3月27日  | 雲南菜       |
| 15     | 3月28日  | 印尼菜       |
| 16     | 3月29日  | 內蒙古菜     |

節目調動
- 2017年3月14日：由於20:00-22:00直播《2017行政長官選舉辯論》，節目完結後於本節目原時段加插一節《新聞報道》播出，當日本節目暫停播映。

## 外部連結
- 衝三小的Facebook專頁
- +886MM的Facebook專頁
- 唱出香港的Facebook專頁
- 借宿一宵的Facebook專頁